# 小林ひかる (モデル)
小林 ひかる（こばやし ひかる、1994年4月19日 - ）は、日本のモデル、元歌手で、ダンス&ボーカルグループ・PINK CRES.の全活動期（2016年 - 2021年）のメンバー。現在の活動名はひかる。
東京都出身。血液型AB型。身長164 cm。モデルエージェンシー・フロス所属。

## 略歴
2016年
- 4月1日、大学3年のときに受けた「夏焼雅新グループオーディション」に合格。
- 8月6日、TOKYO FM HALLで行われた夏焼雅新グループお披露目イベント『Are you ready?』にてグループとしてのパフォーマンスを初披露。
- 8月25日、日本武道館で行われた『Buono! Festa 2016』にグループのメンバーとして出演。グループ名がPINK CRES.（ピンククレス）と発表された。

2021年
- 3月19日、所属グループであるPINK CRES.が6月30日で解散すること、また、それに伴い所属事務所であるアップフロントクリエイトとの専属マネジメント契約も同日をもって解消することを発表。
- 6月30日、無観客公演『PINK CRES. LAST LIVE 〜LOVE YOU ♡ PINK CLASS. 〜』をもってPINK CRES.としての活動を終了。
- 12月15日、モデルエージェンシー・フロスに所属したことを自身のInstagramにて発表

## 人物
- チャームポイントは太めの眉毛[2]。
- 特技は壁倒立[2]、ラップ[1]。PINK CRES.ではラップパートの作詞も担当していた[10]。
- 趣味はイヤリング集め[11]。
- 服に興味があり、大学1年からラフォーレ原宿にあるアパレルブランドのショップでアルバイトをしてファッションにはまっていった[10]。
- 2016年秋ごろまでは運動することがほとんどなく、レッスンの次の日はほぼ毎回筋肉痛だった[12]。

## 出演

### ウェブドラマ
- スカパー! 朝のTwitterドラマ「風船の行方」（2019年6月17日 - 21日、スカパー!公式Twitter） - 主演

## 参加ユニット
- PINK CRES.（2016年 - 2021年）